# Мабрук Эль Мекри
Мабрук Эль Мекри (род. 18 сентября 1976) — французский режиссёр, сценарист, актёр, оператор, композитор, арабского происхождения.

## Биография
Эль Мекри родился в Версале, во Франции, 18 сентября 1976 года. Был женат на французской актрисе, режиссёре и сценаристке Одри Дане, до 2014 года - состоял в фактическом браке с бельгийской актрисой и телеведущей Виржини Эфира.

## Карьера
В 1998 году снял свой первый короткометражный фильм "Mounir et Anita", в котором дебютировал кроме того как сценарист и композитор.
В 2008 году состоялся голливудский дебют, Ж. К. В. Д., картина, повествующая о судьбе Ван Дамма.

## Фильмография

### Актер
| Год  | Фильм                      | Доп. информация |
| ---- | -------------------------- | --------------- |
| 2004 | Le grand journal de Canal+ |                 |
| 2007 | Gomez vs. Tavarès          |                 |
| 1984 | Cinema 3                   |                 |

### Режиссёрские работы
| Год  | Фильм                    | Доп. информация |
| ---- | ------------------------ | --------------- |
| 2000 | Génération cutter        |                 |
| 2003 | Concours de circonstance |                 |
| 2005 | Верджил                  |                 |
| 2008 | Ж. К. В. Д.              |                 |
| 2012 | Средь бела дня           |                 |